# Limerik
Limerik je hravý poetický útvar o pěti verších s rýmovou strukturou a-a-b-b-a.
Jako forma je známý už od autorů antických (Aristofanés, Horatius, Macrobius) i středověkých (Tomáš Akvinský), v Anglii je doložen od století 17. (A Book of Madrigales, 1606, Barten Holyday's play Technogamia, 1618 anebo u Shakespearova Jaga) a od 18. století i v Irsku. Populárním se stal limerik doprovázený kresbou v Anglii v první polovině 19. století.
Tiskem vyšly první soubory limeriků v Anglii v dvacátých letech 19. století. Nejprve kniha Historie šestnácti podivuhodných starých žen (John Harris & Son, 1820) anonymního autora, bezprostředně po ní dvě knihy limeriků pravděpodobně Sharpových (Richard Scrafton Sharp, 1775–1852): Anekdotky a dobrodružství patnácti gentlemanů (Marshall, 1821), Anekdotky a dobrodružství patnácti mladých dam (E. Marshall, ca 1822). V těchto knihách každý limerik vždy fungoval společně s kresbou (verše jako komentáře ke kresbě či kresba coby ilustrace k básni).
Jimi byl inspirován autor více než dvou stovek ilustrovaných limeriků Edward Lear, který zejména svou Velkou knihou nesmyslů (A Book of Nonsense, Thomas McLean, 10. února 1846) tuto formu proslavil. Přestože ji nevymyslel ani nepojmenoval (pojem limerik sám nikdy nepoužil, a své limeriky nazýval "nonsense rhymes" anebo "nonsense pictures and rhymes"), na rozšíření obliby limeriků má Edward Lear stěžejní zásluhu.
Z Anglie se pak limerik rozšířil po celém světě, kdy jej psali a píší mj. Rudyard Kipling, Lewis Carroll, W. S. Gilbert, Isaac Asimov, H. G. Wells, Karel Kryl, Jiří Žáček, Anatol Bělkin, Julian Tuwim, Mark Freidkin, Miroslav Macek, Wendy Cope, Salman Rushdie, Zach Weiner...

## Původ pojmu
Přestože podle Oxfordského slovníku angličtiny je užití termínu limerick pro poetický útvar poprvé doloženo až v květnu 1896, bylo pojmu limerick pro tento typ básně použito už v listopadu 1880 v novinách Saint John Daily News. Proč se však právě termínu limerik užívá pro tuto básnickou formu, stále ještě není rozřešeno, žádnou z hypotéz se doposud nepodařilo plně potvrdit.
Krom teorie Ernesta Weekleyho o složenině z limmer a learic či hledání původu ve společenské zábavě se sloganem „Won't you come to Limerick“ je možno zmínit i Žáčkem uváděnou variantu, že vymýšlení praštěných říkanek prý bývalo oblíbenou zábavou námořníků v přístavních krčmách, a „... nejpraštěnější říkanky vymýšleli mořští vlci v irském Limericku...“ (Jiří Žáček: 99 dědečků a 1 babička, Šulc a spol, 2001).
Irské kořeny limeriku pak hledají i irští patrioti, konkrétně u Fili na Maighe, okruhu gaelských básníků 18. století vzniklého kolem básníků Seana O’Tuamy a Andriase MacCriatha v Killmallocku (v hrabství Limerick). Ve městě Limericku se tak v roce 2013 pořádalo pod záštitou University of Limerick Mistrovství světa v limeriku, které ředitelka Centra spisovatelů Limericku Fiona Clark Echlin avizovala mottem Limerik zpátky do Limericku! (Limerick back to Limerick!).

## Forma a obsah
Limerik je báseň o pěti verších na dva rýmy struktury a-a-b-b-a. V tvůrčí praxi je v limeriku časté užití kratších třetího a čtvrtého verše, metrum limeriku odpovídá akcentačním zvyklostem jazyka, v němž je napsán, limeriky anglické jsou zpravidla psány amfibrachem či anapestem. Limeriky obvykle spojuje především hravost a snaha pobavit autora i čtenáře.
Krom pevného počtu veršů a rýmového schématu pro tvorbu limeriků závazné normy neexistují, přestože se takové tendence objevovaly a objevují, obsahové (Gershon Legman prosazoval pro limerik podmínku obscénnosti) či formální (předpisující metrum či počet stop ve verši). Někteří learovští tradicionalisté někdy uváděli, že archetypální kanonický limerik v prvním verši prezentuje protagonistu, definuje jej kvalifikačním adjektivem a domicilem coby rýmovým slovem, v druhém verši popisuje protagonistovu aktivitu, ve třetím a čtvrtém verši pointuje a pátý verš je již pouze variantou verše prvního, včetně totožného rýmového slova. Faktem ovšem je, že tato kritéria ve skutečnosti nesplňují ani mnohé limeriky samotného Edwarda Leara (27, 30, 58, 83, 105...).

## Varianty
Limerik je především limerikem. Svá označení však nacházejí i některé specifické typy limeriků; limeriky předlearovské tak někdy bývají označovány jako protolimeriky, je znám i metalimerik (limerik o limeriku), replylimerik (limerik jako odpověď na jiný limerik), autolimerik (limerik autora sama o sobě), reminilimerik (limerik citující v jednom verši jiného autora), reverselimerik (schématu a-b-b-a-a, který se dá po verších číst shora dolů i naopak), a antilimerik (porušující počet veršů či rýmové schéma). Zcela svébytným je pak Merrittův slavný Pelikán, se slovními hříčkami půvabnými a specifickými tak, že do češtiny zůstal nepřeložen i po víc než století.
„Cur me, mea cura, Iolantha,
spernis miserum?“ — „Tibi quanta
et quam sapiens
est, Postume, mens!
Sed non tua mentula tanta.“
(Macrobius, Saturnalia, ca 405)
Sit vitiorum meorum evacuatio
Concupiscentae et libidinis exterminatio,
Caritatis et patientiae,
Humilitatis et obedientiae,
Omniumque virtutum augmentatio.
(Tomáš Akvinský, ca 1244)
Přiťukneme si, cink, cink, cink,
víno má dneska břink, břink, břink,
dokavad žijem,
vínečko pijem,
kdo nepije, je hňup a flink.
(William Shakespeare: Othello, 1604, překl. Jiří Josek)
Což se mi, má milá hezká zdáš!
Budeš-li tak hezká, až se vdáš?
I ještě hezčejší,
Můj nejmilejší,
Vem si mě, vem si mě, uhlídáš.
(Jan Jeník z Bratřic, Písně starodávné lidu obecného českého, namnoze nezbedné a pohoršlivé, ca 1827)
Nejlepší sherry mám pro přátele,
aby byl každý z nich rozveselen.
Oni však maj málo prachů,
hospoda se blíží krachu,
a já jsem smutný. Do prdele!
(Sean O'Tuama, básník a hospodský, Kilmallock, hrabství Limerick, ca 1754)
Jo, Tuamo, pravdu díš, beze srandy,
moc dobrý pivo nalejváš i brandy
a tvý sherry pro štamgasty
lepší je než cizí chlasty,
a to ti říkám já, tvůj přítel Andy.
(Andrias MacCriath, replylimerik na předchozí limerik O'Tuamův, ca 1754)
Byl jeden dědeček v Szegedu,
který jel na starém medvědu.
Když se ptali: „Kluše?“
Odpověděl suše:
„Je z rodu neklusavých medvědů.“
(Edward Lear, překl. Antonín Přidal)
A wonderful bird is the pelican,
His bill will hold more than his belican.
He can take in his beak
Food enough for a week.
But I’m damned if I see how the helican.
(Dixon Lanier Merritt, 1910)
Byl jeden starý muž s vousy,
srandovní starý muž s vousy,
ten měl veliké vousy,
moc velké staré vousy
ten směšný starý muž s vousy.
(John Morrison Clarke, 1967)
Slečinka v obci Spotorno
dala si gnocchi al forno.
Zbaštila gnocchi,
ztloustly jí boky,
teď točí italský porno.
(Karel Kryl, 1992)
Limerik je tou mojí formou,
při práci nesvazuje normou,
a mohu nově zachytit
nadšení, představy i cit
anebo bouři světobornou.
(Joel D. Ash, 1997)
Byl jeden dědeček z Tokaje,
sedával na vejcích kvokaje.
Zní to jak pohádka –
vyseděl kuřátka,
ten starý čipera z Tokaje.
(Jiří Žáček, 2001)
Byl jeden dědeček ze Zábřeha,
„přátele“ dělal si seda, leha,
šlo mu totiž k duhu
šťourat do soudruhů,
divnému dědkovi ze Zábřeha.
(Miroslav Macek, 2011)
Limerik je vynález skvělý,
děda v něm uvízl celý.
Pokouší se o něj dnes a denně,
leckdy dost upachtěně.
Díky němu neusíná a je stále bdělý.
(Karel Černík, 2016)
Marnotratně si ruce myjem,
jak nesmilníme, nezabijem,
a já se chechtám potají,
kterak se masa opájí
metamorálním deliriem.
(Vladimír T. Gottwald, 2021)
Podobně jako třeba u Shakespeara se strofická forma limeriku uplatňuje v rozsáhlejších útvarech i v poezii české; při jiném rozložení veršů mají formu limeriku například i strofy čtvrtého zpěvu Erbenova Vodníka:
Něco padlo. – Pode dveřmi mok se jeví – krvavý;
a když stará otevřela, kdo leknutí vypraví!
Dvě věci tu v krvi leží –
mráz po těle hrůzou běží:
dětská hlava bez tělíčka a tělíčko bez hlavy.
(Karel Jaromír Erben, 1853)